# NGC 1517
NGC 1517 في الفهرس العام الجديد، هي مجرة، تقع في كوكبة الثور (كوكبة). اكتشفت في 23 ديسمبر 1884 بواسطة إدوارد ستيفان.

## روابط خارجية
- NGC 1517 على موقع ويكي سكاي: DSS2, SDSS, GALEX, IRAS, Hydrogen α, X-Ray, Astrophoto, Sky Map, Articles and images